# Capsicum scolnikianum
Capsicum scolnikianum är en potatisväxtart som beskrevs av A. T. Hunziker. Capsicum scolnikianum ingår i släktet spanskpepparsläktet, och familjen potatisväxter. Inga underarter finns listade i Catalogue of Life.